# クソリプ
クソリプとは、「クソなリプライ」のことで、主にTwitterやInstagramをはじめとするSNSにおいて、FF外（非相互）から来る「セクハラ系」「愚問系」「自己中系」「上から目線系」「難癖系」「偏見系」「恨み節系」「誤解系」「煽り系」「自分語り系」「暴言系」「意味不明系」に分類される返信を指す言葉。更にツイッターやインスタのDM機能から送られているFF外の上記に分類出来るDMを含む。または、「クソDM」と別語で言うこともある。

## 概要
しらべぇの調査によると、20代から60代の581人のTwitter利用者の中で23.2%が受け取ったことがあるという。
ジャーナリストの佐々木俊尚は、クソリプが送られてくる原因として、送り主の文章読解力不足があるのではないかと指摘している。クソリプをする人を「クソリプラー」と呼ぶこともある。「クソリプおじさん」は、主に若い女性に対して、ＦＦ外からクソリプを送り付ける年上の男性を特に指す場合が多く、無駄な句読点や絵文字を乱用した馴れ馴れしい文体の法則「クソリプおじさん構文」が指摘されている。
Twitterでは、人を傷つけたり、不快な思いにさせたりするクソリプは問題視されており、そういったリプライを非表示にしたり、返信できるアカウントを制限したりできるようにして、対応を強めている。2020年8月11日（現地時間）、「ツイートにリプライできる相手を制限できる機能」が正式に実装された。
クソリプという概念が定着したことから、商品展開も行うメーカーもある。ブシロードクリエイティブが展開するカプセルトイブランド・TAMA-KYUでは、コンテンツスタジオCHOCOLATEが企画を手掛けた「クソリプおじさんバッジ」を2020年7月20日に発売。株式会社人間は、実際にあったクソリプを集め、それをもとにアナログゲーム『クソリプかるた』を制作し、2020年8月にリリースした。